# 纳瓦霍翼龙属
纳瓦霍翼龙（学名：Navajodactylus，意为“纳瓦霍的手指”）是翼手龙亚目翼龙的一个属，化石发现于美国新墨西哥州圣胡安盆地的晚白垩世（坎帕阶晚期）沉积物中。

## 发现
纳瓦霍翼龙正模标本由海洋学家阿瑞安·博埃尔（Arjan C. Boeré）于2002年在科特兰组发现并收集。纳瓦霍翼龙由罗伯特·沙立文（Robert M. Sullivan）和丹佛·福勒（Denver W. Fowler）于2011年首次命名，模式种是博氏纳瓦霍翼龙（Navajodactylus boerei）。属名组合纳瓦霍族及希腊语δάκτυλος／daktylos（手指）。种名致敬阿瑞安·博埃尔（Arjan C. Boeré）。
纳瓦霍翼龙命名自正模标本SMP VP-1445，发现于科特兰组的猎人冲击段（Hunter Wash Member），地质年龄为大约7500万年前的坎帕阶晚期。该标本由翼指第一指骨的三块碎片组成。副模标本SMP VP-1853是一个尺骨碎片。阿尔伯塔省恐龙省立公园恐龙公园组发现的两个第一指骨即TMP 72.1.1和TMP 82.19.295亦被归入该分类单元，但霍恩等人于2019年将其鉴定为神龙翼龙科新属寒翼龙。

## 描述
纳瓦霍翼龙是种中型翼龙，翼展估计为3.5（11英尺）。其自衍征主要在于第一翼指骨上附着伸肌肌腱的突起的独特形状。

## 分类
纳瓦霍翼龙因地质年龄而被暂时归入神龙翼龙科，但其并未显示出该类群的任何共有衍征。事实上，纳瓦霍翼龙可能并不属于神龙翼龙科，因为它的前肢材料缺乏气腔，与在神龙翼龙科中观察到的大量气腔相反。